# Веснянка (Житомирський район)
Весня́нка (до 1961 року — Соснова Болярка) — село в Україні, у Пулинській селищній територіальній громаді Житомирського району Житомирської області. Кількість населення становить 201 особу (2001). У 1941—44 роках — центр Сосново-Болярської сільської управи.

## Населення
Відповідно до результатів перепису населення Російської імперії 1897 року, загальна кількість мешканців села становила 712 осіб, з них: православних — 80, римокатоликів — 454, протестантів — 82, юдеїв — 96, чоловіків — 349, жінок — 363.
У 1906 році чисельність населення становила 428 осіб, дворів — 74, у 1923 році — 719 осіб, дворів — 158.
Відповідно до результатів перепису населення СРСР, кількість населення, станом на 12 січня 1989 року, становила 207 осіб. Станом на 5 грудня 2001 року, відповідно до перепису населення України, кількість мешканців села становила 201 особу.

## Історія
Наприкінці 19 століття — село Соснова Болярка Житомирського повіту Волинської губернії. Власність Соколовських, разом із Радецькою Боляркою було 700 десятин землі. Входило до православної парафії у Сколобові.
У 1906 році — село Пулинської волості (2-го стану) Житомирського повіту Волинської губернії. Відстань до губернського та повітового центру, м. Житомир, становила 50 верст, до волосного центру, містечка Пулини — 15 верст. Найближче поштово-телеграфне відділення розміщувалося на станції Рудня.
У 1923 році включене до складу новоствореної Кошелівської сільської ради, яка, 7 березня 1923 року, увійшла до складу новоутвореного Пулинського (згодом — Червоноармійський) району Житомирської (згодом — Волинська) округи. Розміщувалося за 12 верст від районного центру, міст. Пулини, та 2,5 версти від центру сільської ради, с. Кошелівка.
У 1941—44 роках було адміністративним центром Сосново-Болярської сільської ради. 27 лютого 1961 року, відповідно до рішення Житомирського облвиконкому № 152 «Про проведення змін в адміністративно-територіальному поділі районів області», село Соснова Болярка перейменоване на Веснянку. 30 грудня 1962 року, в складі сільської ради, передане до Ємільчинського району, 7 січня 1963 року — до складу Новоград-Волинського району, 4 січня 1965 року — Житомирського району, 8 грудня 1966 року повернуте до складу відновленого Червоноармійського (згодом — Пулинський) району Житомирської області.
8 червня 2017 року село увійшло до складу новоутвореної Пулинської сільської територіальної громади Пулинського району Житомирської області. Від 19 липня 2020 року, разом з громадою, в складі новоствореного Житомирського району Житомирської області.